# Bürstenloser Motor
Ein bürstenloser Motor, auch Brushless-Motor, ist ein Elektromotor ohne Kohlebürsten (Schleifkontakte). Bei bürstenlosen Motoren besteht zwischen dem beweglichen Rotor und dem feststehenden Stator kein elektrischer Kontakt. Obwohl es auch andere Typen bürstenloser Elektromotoren gibt, bezeichnet man mit einem bürstenlosen Elektromotor typischerweise einen Motor mit einem oder mehreren Permanentmagneten als Rotor, bei dem die Kommutierung elektronisch erfolgt.
Bürsten dienen der elektrischen Verbindung zwischen Rotor und Stator über Schleifringe oder Kommutator und unterliegen durch den mechanischen Abrieb und das Bürstenfeuer einem Verschleiß. Beim bürstenlosen Elektromotor entfallen Schleifringe oder Kommutator und die Bürsten. Ein solcher Motor braucht weniger Wartung, hat aufgrund weniger Reibung eine höhere Effizienz und Drehzahl, außerdem hat er durch den geringeren Verschleiß eine längere Standzeit.

## Unterscheidung
Nach der Zahl der Phasen des anliegenden Wechselstromes unterscheidet man folgende Motoren:
- einphasige (Lavet-Schrittmotor, Wechselstrom-Kurzschlussläufer, Spaltpolmotor)
- zweiphasige (Schrittmotor) und
- dreiphasige (Bürstenloser Gleichstrommotor, Drehstrom-Asynchronmotor, einige Bauformen der Synchronmaschinen)

Während ein- und zweiphasige Motoren vorwiegend in der Stell- und Positioniertechnik benutzt werden, dienen dreiphasige Motoren der Antriebstechnik. In allen Fällen handelt es sich um Wechselstrommotoren. Deren Drehfeld wird elektronisch erzeugt, außer bei nicht regelbaren Antrieben mit Drehstrom-Asynchronmaschinen. Die Bezeichnung „bürstenloser Gleichstrommotor“ (brushless DC-Motor) ist unpräzise, denn dieser wird mit dreiphasigem Drehstrom betrieben, der aus einer Gleichspannung elektronisch erzeugt wird.
Die zum Erreichen eines Drehfelds nötige zweite Phase erreicht man bei den einphasigen Motoren zum Beispiel durch Kurzschlusswindungen, Aussparungen oder Hilfswicklungen.
Werden Anker aus Weicheisen oder Aluminium (typisch: Weicheisen mit eingegossenem, leicht gewendeltem Alu-Käfig) benutzt, spricht man von Asynchronmotoren.

Werden Anker (oft: Ferritmasse) permanent magnetisiert, entstehen Synchronmotoren, das heißt Motoren, deren Drehung fest mit dem Drehfeld verbunden ist.
Nach der Art der Anordnung von Anker und Spulen unterscheidet man zwischen Innenläufern und Außenläufern. Beim Innenläufer läuft der (passive) Anker innerhalb der Spulenpakete, beim Außenläufer außerhalb. Elektronisch kommutierte Außenläufer (BLDC-Motoren) sind insbesondere im Flugmodellsport wegen der besseren Kühlung und dem niedrigen Leistungsgewicht beliebt.

## Typen
Zu den bürstenlosen Maschinen zählen einige Typen von Drehstrommaschinen wie die Drehstrom-Asynchronmaschine mit Kurzschlussläufer. Die Drehbewegung wird dabei durch das im ruhenden Stator erzeugte Drehfeld verursacht.
Bürstenlose Gleichstrommotoren sind im Prinzip eine Drehstrom-Synchronmaschine mit elektronischer Drehfelderzeugung. Erregt werden sie  durch Permanentmagnete.
Synchronmaschinen mit Fremderregung haben häufig Schleifringe als Teil einer statischen Erregereinrichtung. Um die Schleifringe zu vermeiden, besteht die Möglichkeit einer bürstenlosen Erregereinrichtung.